# Tecumseh (film)
Pour plus de détails, voir Fiche technique et Distribution.
Tecumseh est un film est-allemand réalisé par Hans Kratzert (de) sorti en 1972.
La film s'inspire de la figure historique de Tecumseh, chef nord-amérindien des Chaouanons, mort à la bataille de la rivière Thames au cours de la guerre anglo-américaine de 1812.

## Synopsis
Début du XIXe siècle en Amérique du Nord. Après une expulsion violente, les Indiens sont de plus en plus poussés vers les régions arides de l'ouest par les colons avec des contrats d'achat injustes. Le plus avare des Blancs est Harrison, le gouverneur de l'Indiana ; lui seul conclut quinze contrats de vente à des prix dérisoires. Le chef des Chaouanons Tecumseh tente d'arrêter les activités d'Harrison. Il profite du fait qu'il connaît très bien la langue et la culture des Blancs, car il a grandi avec eux, notamment dans la maison du juge de paix libéral et marchand d'armes McKew. Le fils de Tecumseh, Simon, est le meilleur ami de Tecumseh. L'Indien est même amoureux de sa fille Eileen et les deux veulent se marier prochainement.
Tecumseh quitte la maison des McKew et réunit les Indiens en 1811, qui déclarent désormais leurs terres propriété commune invendable. Les chefs qui vendent encore sont tués par leurs propres tribus. Tecumseh espère pouvoir acheter les armes à feu dont il a besoin auprès de Simon. Simon refuse de donner des armes aux Indiens, mais Eileen leur vient en aide. Elle apporte secrètement des fusils et des munitions à Tippecanoe (Indiana), la "Ville sainte" fondée par Tecumseh et ses amis. Sur le chemin du retour, elle est attaquée, volée, grièvement blessée et disparaît. Simon l'apprend et accuse les Indiens. Il devient alors l'ennemi acharné de Tecumseh et s'allie à Harrison, qui attaque la ville indienne avec les troupes américaines et la détruit complètement (Bataille de Tippecanoe).
Les survivants du massacre peuvent fuir au Canada. Les Britanniques, qui combattent aux côtés de l'Amérique dans la seconde guerre d'indépendance, accueillent Tecumseh avec joie et lui promettent même son propre État indien. En raison de ses capacités, Tecumseh est nommé général de brigade britannique. Les Britanniques perdent la bataille décisive contre les troupes américaines en 1813 et laissent leurs alliés indiens sur le carreau. Tecumseh tombe également avec ses compatriotes.

## Fiche technique
- Titre : Tecumseh
- Réalisation : Hans Kratzert (de) assisté de Hannes Schönemann et de Dirk Jungnickel (de)
- Scénario : Wolfgang Ebeling, Rolf Römer
- Musique : Günther Fischer (de)
- Direction artistique : Heinz Röske
- Costumes : Joachim Dittrich
- Photographie : Wolfgang Braumann (de)
- Son : Christfried Sobczyk
- Montage : Monika Schindler
- Société de production : DEFA KAG "Roter Kreis"
- Société de distribution : Progress Film-Verleih
- Pays d'origine :  Allemagne de l'Est
- Langue : allemand
- Format : Couleur - 2,35:1 - mono - 35 mm
- Genre : Western
- Durée : 109 minutes
- Dates de sortie :
  -  Allemagne de l'Est : 1er juillet 1972.
  -  Hongrie : 22 mars 1973.
  -  Pologne : 1er juillet 1973.
  -  Union soviétique : 1er août 1973.

## Distribution
- Gojko Mitić : Tecumseh
- Annekathrin Bürger : Eileen
- Rolf Römer : Simon McKew
- Leon Niemczyk : McKew
- Mieczysław Kalenik (pl) : General Brook
- Milan Beli (de) : Raffael
- Wolfgang Greese (de) : Harrison
- Gerry Wolff : Newman
- Rolf Ripperger (de) : Barry/Clay
- Helmut Schreiber (de) : colonel Procter
- Herbert Köfer : Mac
- Rudolf Ulrich : O'Brian
- Ingeborg Krabbe (de) : Mme O'Brian
- Peter Links : Aldington
- Minja Vojvodić (de) : Aigle Noir
- Maciej Rayzacher (pl) : Wanata
- Mintscho Nikolov : Faucon Rouge
- Dan Sandulescu : Elliot
- Werner Hahn : Logan
- Peter Pieper : Kranich
- Joe Schorn (de) : Tête Ronde
- Gerd Funk : Parker
- Wilfried Pucher (de) : Ellis
- Dirk Jungnickel (de) : Weatherford
- Wilfried Zander : Kish-Kalva
- Myriam Ayache : Walagua
- Horst Kube : le vieux chasseur
- Sepp Klose (de) : Tenskwatawah Winnemak
- Gabriele Lohmann-Hartmann : la jeune servante
- Fred Alexander (de) : Lèvre-en-cuir
- Klaus Gehrke (de) : un homme
- Walter Issberner : Mitshikanawa
- Arnim Mühlstädt (de) : le médecin
- Günter Schubert (de) : le négociateur
- Hannes Schönemann : Sam
- Peter Mau : Walk in the Water
- Winfried Glatzeder : Patterson
- Harald Fischer : un soldat
- Volker Steinkopff : un ordonnance
- Ulrich Teschner (de) : un ordonnance
- Werner Schmidt-Winkelmann : Clint
- Jürgen Hölzel : un homme chauve
- Manfred Schück : un homme chauve

## Synchronisation
- Gerhard Paul (de) : Tecumseh
- Werner Dissel (de) : McKew
- Horst Schön (de) : Brook
- Fred Ludwig (de) : Raffael
- Ernst Meincke (de) : Schwarzer Adler
- Kurt Goldstein (de) : Wanata
- Gerd Biewer (de) : Rotfalk
- Friederike Aust (de) : Walagua

## Production
Le film est tourné en Ukraine, en Roumanie et en Thuringe au début de l'année 1972.